# فيني كاستيلا
فيني كاستيلا (بالإسبانية: Vinicio Castilla)‏ هو مدرب رياضي مكسيكي، ولد في 4 يوليو 1967 في أوخاكا في المكسيك.

## وصلات خارجية
- فيني كاستيلا على موقع دوري كرة القاعدة الرئيسي (الإنجليزية)
- فيني كاستيلا على موقعبيزبول رفرنس.كوم (الدوري الرئيسي) (الإنجليزية)
- فيني كاستيلا على موقعبيزبول رفرنس.كوم (الدوري الثانوي) (الإنجليزية)
- فيني كاستيلا على موقع إي إس بي إن.كوم (أم.أل.بي) (الإنجليزية)
- فيني كاستيلا على موقع مشجعي الرسوم البيانية (الإنجليزية)